# マッシュ佐藤
佐藤 ヒロユキ（1963年 - ）は宮城県仙台市出身のサウンドエンジニア、音楽プロデューサー、選曲家。GROOVE COUNCIL代表。本名：佐藤博之。

## プロフィール
- 1980年代にpeacemakersという伝説のバンドを率いインディーズシーンに大きな足跡を残す[要出典]。
- バンド活動と平行し多方面にサウンドプロデュースや音楽イベントプロデュースをこなす[要出典]。
- 1990年代にはアメリカ〜イギリスへ渡りクラブDJ、Liveサウンドエンジニアとして活躍[要出典]。
- 同時に渡米・渡英経験を生かしレコードバイヤーとしてクラブシーンに貢献[要出典]。
- 現在は仙台を拠点に多くの中央・地方ミュージシャンの音作りを主としたサウンドエンジニアリングやプロデュースワークに参加[要出典]。
- 音楽プロデュースの他ラジオディレクターや選曲家としても活動[要出典]。
- 2011年7月、GROOVE COUNCILという音楽制作・サウンドエンジニアリング・インディーレーベル、イベント制作などを行う組織を立ち上げる[要出典]。

## 作品
- Mr.Cappuccino名義で自らがコンパイルするカフェなどの店内BGMは100を超える[要出典]。
- ラジオ特番で矢沢永吉、松任谷由実、夏川りみ、EPO、DREAMS COME TRUEなど。
- これまで手掛けたミュージシャン。ネヴィル・ブラザーズ、John Spenser Blues Explosion、友部正人、Bo Gumbos、Shady Dolls、リクオ、筋肉少女帯、Theピーズ、JUN SKY WALKER(S)、New Rotica、BOØWY、RCサクセション、浅森坂、坂本サトル、新良幸人、下地勇、大島保克、藤木直人、寺井尚子、小田和正、甲斐よしひろ、Rake、カラーボトル、水森かおり、仲井戸CHABO麗市、ソウル・フラワー・ユニオン、Katherline Jenkins、山寺宏一、中田裕二(ex椿屋四重奏)、遠藤みちろう、川村結花、三宅伸治、種ともこ、グックル、完熟トリオ(小坂忠・鈴木茂・中野督夫)、小野恵令奈、Maia Hirasawa、HARCO、The Ma'am、コータロー＆ビザールメン、くるり、細野晴臣、奇妙礼太郎、山口洋、Dragon Ash、浅田信一、畠山美由紀、大島花子、麗蘭、EPO(AIR)、山口洋、HEATWAVE、加藤いづみ、かしぶち哲郎、幹、浅田信一(SMILE)、The Collectors、矢井田瞳、The黄昏カラアズ、堀下さゆり、佐山亜紀、SHOW441、友部正人(あの橋を渡る)、宇宙まお、土屋公平などのライヴPAエンジニア（全国ツアー含む）及びレコーディングなど多数。
- GROOVE COUNCILレーベルからの全国リリース作品。幹/青の軌跡、グックル/温故知新、The黄昏カラアズ/Jester Gogo Horizon、堀下さゆり/この街に咲く花のように、KUDANZ/何処か長閑な、堀下さゆり＆押谷沙樹＆佐山亜紀/杜のソラシド、他多数。
- 2020年、VORZ BARと共にvo'groove recordsを立ち上げ、音楽イベントやCDリリースを展開。